# Iwona Arent

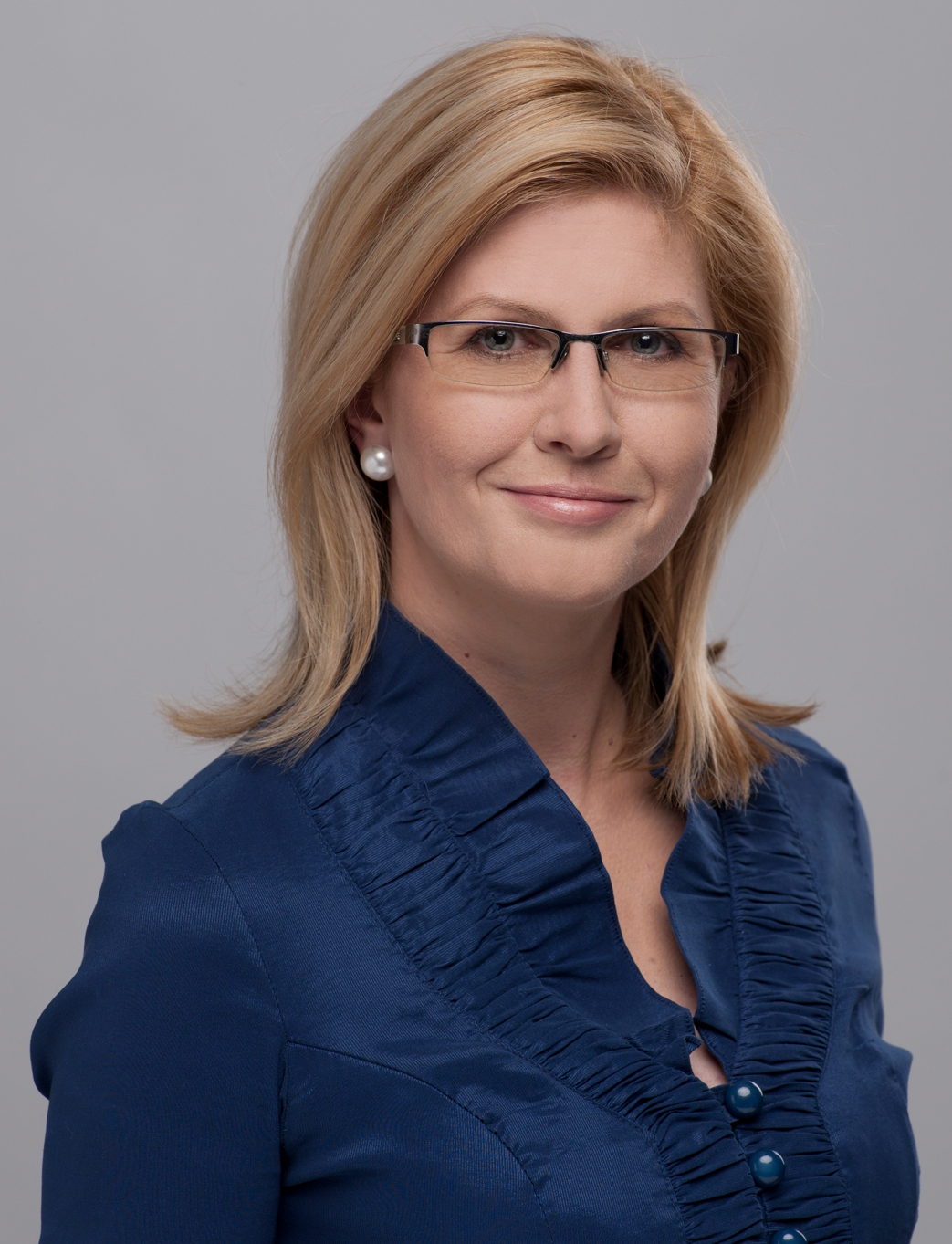
Iwona Arent (2011)

Iwona Ewa Arent (* 4. Juni 1968 in Olsztyn als Iwona Ewa Grykiel) ist eine polnische Politikerin (PiS). Sie ist seit 2006 Abgeordnete des Sejm in der V., VI., VII., VIII., IX. und X. Wahlperiode.

## Leben und Beruf
Arent schloss 1999 das Studium für Politik- und Sozialwissenschaften an der Pädagogischen Hochschule in Olsztyn und 2002 ein Aufbaustudium für Buchführung an der Universität Ermland-Masuren ab. 2012 absolvierte sie ein weiteres Aufbaustudium mit dem Schwerpunkt Internationale Beziehungen und Diplomatie am Collegium Civitas in Warschau.
In den 80er Jahren war sie in der katholischen Jugendbewegung aktiv. Sie betätigt sich in karitativen und sozialen Organisationen und ist Mitglied des Vereins für Kinder- und Jugendhilfe "Kormoran" in Olsztyn. Sie kooperiert mit dem Verein "Nasza Rodzina" (Unsere Familie) und arbeitete im Büro der Olsztyner Filiale des Energiekonzerns ENERGA SA. Sie ist geschieden und hat einen Sohn.

## Politik
Seit dem Jahr 2002 gehört sie der Partei Prawo i Sprawiedliwość (PiS) an. Sie war Schatzmeisterin für den Regionalverband Olsztyn, später dessen stellvertretende Vorsitzende und ist seit 2022 als Nachfolgerin von Jerzy Szmit Vorsitzende. Bei der Europawahl 2004 kandidierte sie vergeblich. Auch bei den Europawahlen 2009, 2014, 2019 und 2024 blieb ihre Kandidatur erfolglos.
Bei den Parlamentswahlen 2005 versuchte sie vergeblich, über die Liste der PiS für den Wahlkreis Olsztyn in den Sejm gewählt zu werden. Sie wurde schließlich 2006 Abgeordnete als Nachrückerin für Aleksander Szczygło, der zum Leiter der Präsidentenkanzlei ernannt wurde. Bei den Sejmwahlen 2007 wurde sie mit 7.187 Stimmen zum zweiten Mal Abgeordnete. Sie war Mitglied der Sejm-Kommissionen für Abgeordnetenangelegenheiten und Justiz. Auch 2011, 2015, 2019 und 2023 gelang ihr die Wiederwahl. Von 2015 bis 2023 war sie Vorsitzende des Verfassungsschutzausschusses des Sejm. Sie wurde von 2016 bis 2024 in die Parlamentarische Versammlung des Europarates entsandt und ist sei 2024 stellvertretendes Mitglied der Versammlung.
Bei den Selbstverwaltungswahlen 2014 bewarb sie sich um das Amt der Stadtpräsidentin von Olsztyn, verpasste mit 11,3 % der Stimmen als Drittplatzierte des ersten Wahlgangs jedoch den Einzug in die Stichwahl.